# EuroNight

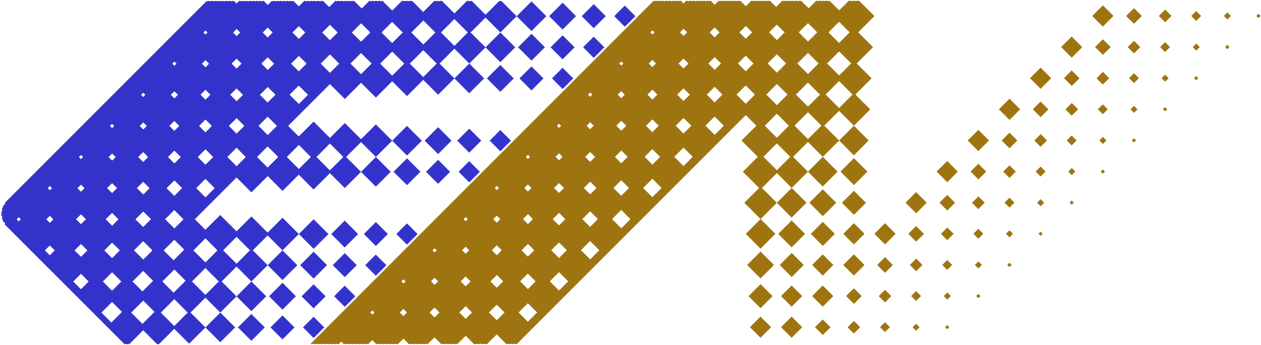
Logo van EuroNight

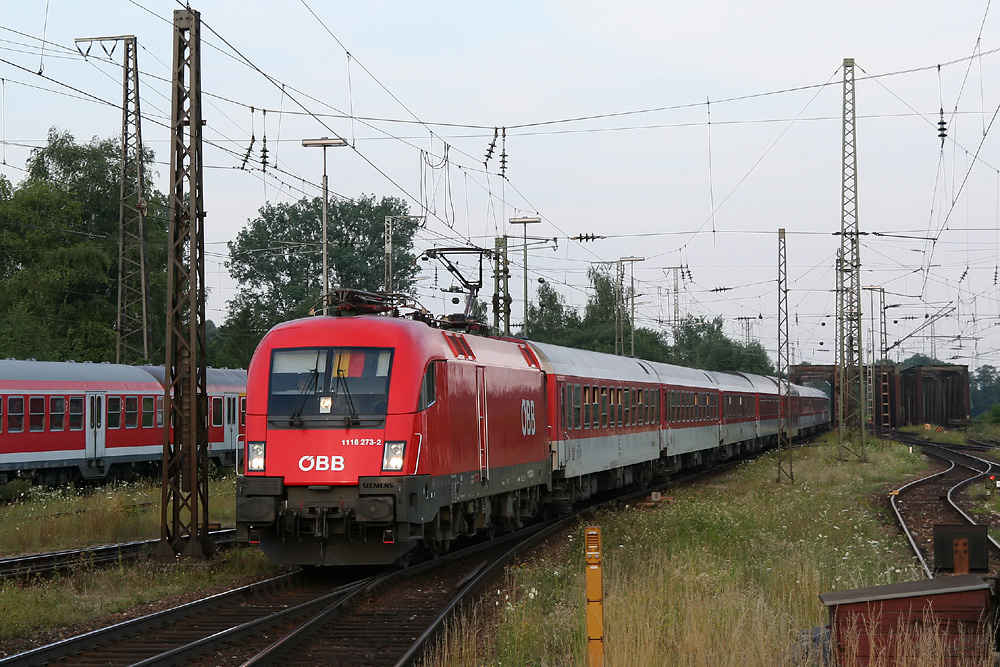
De EN 482 München–Kopenhagen/Binz passeert Donauwörth.

EuroNight (EN) is een Europese treinsoort in het treinverkeer voor internationale nachttreinen.

## Geschiedenis
De eerste EuroNight treinen werden 1993 als opvolger van de EuroCity-Nacht ingevoerd.

## Samenstelling treinen
EuroNight treinen bestaan uit slaaprijtuigen, ligrijtuigen en rijtuigen met 2e klasse zitplaatsen. Daaraan worden in sommige treinen nog rijtuigen met 1e klasse zitplaatsen, restauratierijtuigen en bagagerijtuigen toegevoegd. De meeste EuroNight treinen worden geëxploiteerd door de Compagnie Internationale des Wagons-Lits (afgekort: CIWL). Niet alle treinen hebben zitplaatsen; sommige hebben enkel slaap- en ligrijtuigen.
Een aantal van deze treinen werden op een gedeelte van hun traject gekoppeld met treinen van CityNightLine.

## Voorzieningen
De rijtuigen zijn voorzien van klimaatregeling. Sommige hebben ook een restauratie-afdeling. In alle treinen zijn etenswaren en drankjes bij de slaap- en ligrijtuigenbegeleiders verkrijgbaar en een ontbijt is vaak bij de prijs inbegrepen.
Bij grenscontroles worden de passagiers van de slaap- en ligrijtuigen niet gewekt voor het verrichten van grensformaliteiten. Bij grensoverschrijdend treinverkeer worden de paspoorten ter controle aan de slaap- en ligrijtuigenbegeleiders afgegeven.

## Treinverkeer Polen en Wit-Rusland
Tussen Polen en Wit-Rusland is doorgaand treinverkeer mogelijk door een hefinrichting. Door deze inrichting is het mogelijk om de normaalspoor-draaistellen te wisselen met de breedspoor-draaistellen en omgekeerd. De gehele operatie neemt ruim één uur in beslag. Op het Wit-Russische grensstation Brest Passaschyrski is zo'n omspoorinstallatie aanwezig.

## Treinverkeer Spanje en Frankrijk

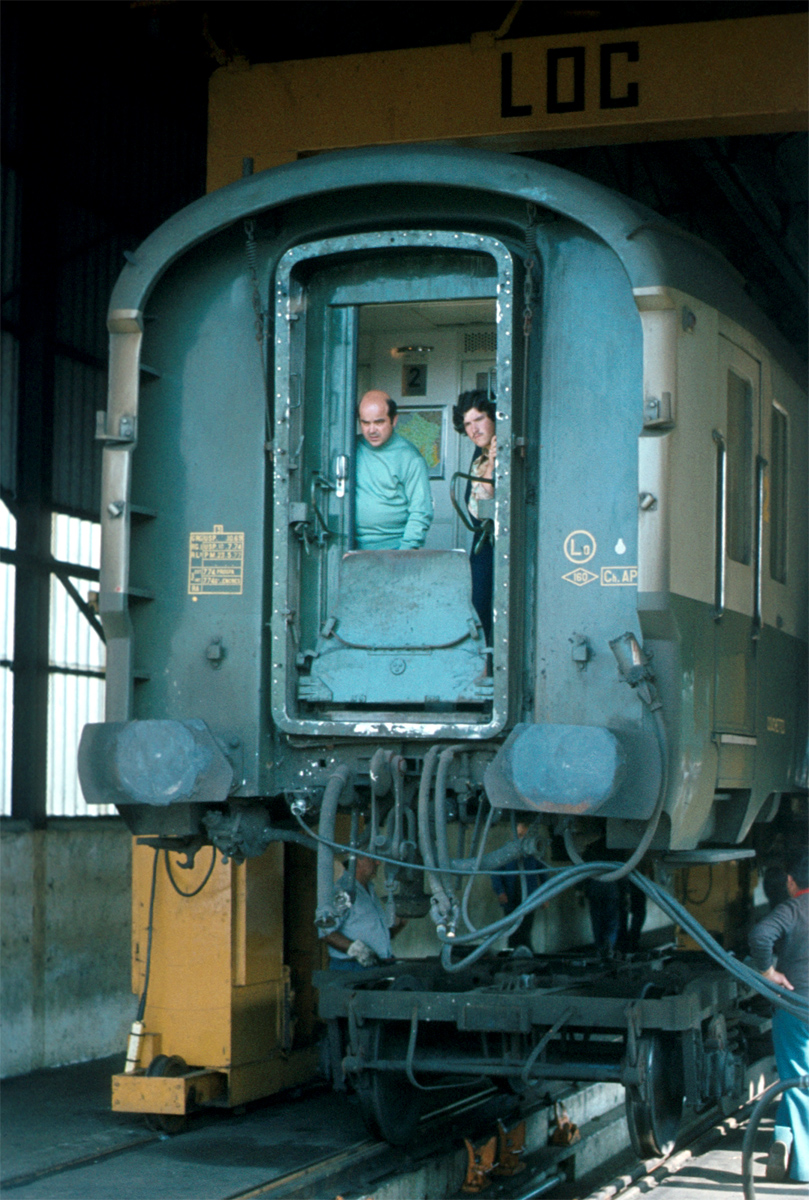
Hefinrichting voor het wisselen van draaistellen te Hendaye

Tussen Spanje en Frankrijk was doorgaand treinverkeer mogelijk door een hefinrichting. Door deze inrichting was het mogelijk om de Spaanse breedspoor draaistellen te wisselen met de Franse normaalspoor draaistellen en omgekeerd. De gehele operatie neemt ongeveer één uur in beslag. Na de introductie van een TGV dienst tussen Parijs en Hendaye in 1994 zijn de treinen die van de hefinrichting gebruik maakten opgeheven (Puerta del Sol) of ingekort (Sud Express), de hefinrichting is daarna gesloopt.
Voor de treinen van EuroNight maakte de Renfe gebruik van de bekende Talgo technologie. Door gebruik te maken verschuifbare wielen konden de rijtuigen zowel op het Spaanse breedspoor als het Franse normaalspoor rijden. Door de trein langzaam over een omspoorder te rijden werden de wielen op de juiste spoorbreedte gebracht en kon men direct daarna de reis vervolgen. De reizigers werd een overstap bespaard. Zowel het Spaanse grensstation Irun als het Spaanse grensstation Portbou beschikken over een omspoorder. Die in Irun werd gebruikt door de nachttrein tussen Parijs en Madrid, die in Portbou door de nachttreinen van en naar Barcelona en tot december 2013 ook door de dagtreinen tussen Montpellier en Spanje.
Met de ingang van de nieuwe dienstregeling in december 2013 zijn alle nachttreinen en Talgo's tussen Frankrijk en Spanje opgeheven. Hiervoor in de plaats zijn doorgaande hogesnelheidstreinen ingezet op de hogesnelheidslijn Perpignan - Barcelona.

## Talgo-treinen in Duitsland
Vanaf 1994 zette DB Nachtzug AG onder de naam Intercity Night ook Talgo-hoteltreinen op een tweetal verbindingen in Duitsland (Hamburg-München en Berlijn-München, via Saalfeld). Voor deze verbindingen maakte DB Nachtzug AG, later CityNightLine, gebruik van de bekende Talgo-technologie. De ligwagens waren in rijrichting opgesteld met een gangpad in het midden. Eind 2009 zijn de Duitse Talgorijtuigen weer vervangen door andere rijtuigen.
In 2005 bestond er een verbinding voor toeristische doeleinden tussen Berlijn en Sint-Petersburg: deze trein maakte stops in Gdansk, Kaliningrad, Vilnius en Riga. Dankzij de verschuifbare wielen konden de rijtuigen zowel van het normaalspoor als het breedspoor gebruikmaken. Door de trein langzaam over een omspoorinstallatie te rijden worden de wielen op de juiste spoorbreedte gebracht en kan men direct daarna de reis vervolgen. In het Russische Station Kaliningrad was een tijdelijke omspoorinstallatie opgebouwd. Het traject tussen de Poolse grens en Kaliningrad is voorzien van een derde rail waardoor er zowel normaalsporig als breedsporig materieel overheen kan.

## Nachttreinen in Zweden
Begin januari 2000 nam Svenska Tågkompagniet AB (TKAB) de langeafstandstreinen, nachttreinen met lig- en slaapwagens naar het noorden van het land en naar het Noorse Narvik over van Statens Järnvägar (SJ). Bij deze langeafstandstreinen gaat het niet alleen om treinen met lig- en slaaprijtuigen. Op het traject Luleå Central - Narvik exploiteert men ook stoptreinen. In juni 2003 zijn, voor 5 jaar, de bovengenoemde treinseries gegund aan Connex/Veolia Transport. In de nieuwste aanbesteding is de kwaliteit leidend geweest. Vanaf juni 2008 worden de langeafstandstreinen door Statens Järnvägar (SJ) gereden.

## Treindiensten EuroNight
Dit overzicht is mogelijk incompleet; u kunt helpen door het uit te breiden.
| Treinnummer                          | Naam                                                   | Traject | Bedrijf                                          | Eerste rit  | Laatste rit | Opmerkingen                                                                             |
| ------------------------------------ | ------------------------------------------------------ | --- | ------------------------------------------------ | ----------- | --- | --------------------------------------------------------------------------------------- |
| NZ 92, 91                            |                                                        | Göteborg Central – Alingsaas station – Herrljunga station – Falköping Central – Skövde Central – Hallsberg station – Örebro Central – Eskilstuna Central – Södertälje Syd station – Stockholm Central – Uppsala Central – Gävle Central – Ockelbo station – Bollnäs station – Ljusdal station – Laangsele station – Mellansel station – Vännäs station – Umeå Central – Vindeln station – Bastuträsk station – Jörn station – Älvsbyn station – Boden Centralstation (K) – Sunderby sjukhus station – Luleå Central (Rijdt niet dagelijks) | Connex/Veolia                                    | Juni 2003   | Juni 2008 |                                                                                         |
| NZ 98, 91                            |                                                        | Göteborg Central – Alingsaas station – Herrljunga station – Falköping Central – Skövde Central – Hallsberg station – Örebro Central – Eskilstuna Central – Södertälje Syd station – Stockholm Central – Uppsala Central – Gävle Central – Ockelbo station – Bollnäs station – Ljusdal station – Laangsele station – Mellansel station – Vännäs station – Umeå Central – Vindeln station – Bastuträsk station – Jörn station – Älvsbyn station – Boden Centralstation (K) – Sunderby sjukhus station – Luleå Central (Rijdt niet dagelijks) | Statens Järnvägar (SJ)                           | Juli 2008   | |                                                                                         |
| NZ 94, 93                            |                                                        | Stockholm Central – Uppsala Central – Gävle Central – Söderhamn station – Hudiksvall station – Sundsvall Central – Bräcke station – Laangsele station – Vännäs station – Bastuträsk station – Jörn station – Älvsbyn station – Boden Centralstation – Murjek station – Nattavaara station – Gällivare station – Kiruna Central – Abisko Östra Station – Abisko Turiststation – Björkliden station – Vassijaure station – Riksgränsen station – Katterat – Narvik (Rijdt niet dagelijks, Overgang landsgrens: Riksgränsen) | Connex/Veolia                                    | Juni 2003   | Juni 2008 |                                                                                         |
| NZ 94 - 92, (100)93                  |                                                        | Stockholm Central – Uppsala Central – Gävle Central – Söderhamn station – Hudiksvall station – Sundsvall Central – Bräcke station – Laangsele station – Vännäs station – Bastuträsk station – Jörn station – Älvsbyn station – Boden Centralstation – Murjek station – Nattavaara station – Gällivare station – Kiruna Central – Abisko Östra Station – Abisko Turiststation – Björkliden station – Vassijaure station – Riksgränsen station – Katterat – Narvik (Rijdt niet dagelijks, Overgang landsgrens: Riksgränsen) | Statens Järnvägar (SJ)                           | Juli 2008   | |                                                                                         |
| EN 210, 211                          | Scandinavia-Night-Express/ Berlin-Night-Express        | Berlin Hbf – Sassnitz (dienst stop) – (F) – Trelleborg (dienst stop) – Malmö Central (Overgang landsgrens: veerverbinding Sassnitz (Gr)–Trelleborg. Rijdt niet dagelijks) | SJ, Georg Verkehrsorganisation (GVG), Snälltåget | 24.09.2000  | |                                                                                         |
| EN 220, 221                          | Stendhal                                               | Venezia Santa Lucia – Venezia Mestre – Padova – Vicenza – Verona Porta Nuova – Brescia – Milano Centrale – Domodossola (dienst stop) – Dole Ville – Dijon Ville – Paris-Bercy (In Zwitserland maakt deze trein geen planmatige stops. Overgang landgrens: Iselle transito. Rijdt niet dagelijks) | Artesia, SNCF, Trenitalia, Thello                |             | 10.03.2020 | Vanaf 2011 geen stop meer in Dole Ville. Vertrekstation is voortaan Paris Gare de Lyon. |
|                                      | Rialto                                                 | | Artesia, SNCF, Trenitalia                        |             | 12.12.2004 |                                                                                         |
|                                      | Galilei                                                | | Artesia, SNCF, Trenitalia                        |             | 12.12.2004 |                                                                                         |
| EN 224, 225                          | Donauwalzer                                            | Wien Westbf. – St. Pölten – Linz – Wels – Neumarkt-Kallham – Schärding – Passau – Regensburg – Nürnberg – Würzburg – Köln – Aachen – Verviers – Liège-G. – Bruxelles/Brussel – Gent-St. Pieters – Brugge – Oostende (Overgang landsgrens: Passau, Aachen) | ÖBB, DB                                          | 1993        | 1998 |                                                                                         |
| EN 226, 227                          | Palatino                                               | Roma Termini – Firenze Campo di Marte – Bologna Centrale – Parma(I) – Piacenza – Domodossola (dienst stop) – Dijon Ville – Paris-Bercy (In Zwitserland maakt deze trein geen planmatige stops. Overgang landgrens: Iselle transito. Rijdt niet dagelijks) | Artesia, SNCF, Trenitalia, Thello                |             | december 2013 | Vanaf 2012 vertrekstation Paris Gare de Lyon.                                           |
| EN 233, 232                          | Nord Express                                           | Aachen Hbf – Köln Hbf – Solingen Hbf – Wuppertal Hbf –Hagen Hbf – Dortmund Hbf – Hamm(Westf) – Bielefeld Hbf – Hannover Hbf (dienst stop) – Neumünster – Flensburg – Padborg st – Kolding st – Odense st – Ringsted st – Hoeje Taastrup st – København H (Overgang landsgrens: Flensburg (Gr). Reed niet dagelijks) | DB                                               | 1997/98     | 8.12.2007 |                                                                                         |
| EN 235, 234                          | Allegro Tosca tot 13 december 2004: „Remus“            | Wien Südbahnhof Bstg. 1-9 – Wiener Neustadt Hbf – Mürzzuschlag – Bruck an der Mur – Leoben Hbf – Knittelfeld – Friesach – Klagenfurt Hbf – Villach Hbf – Tarvisio Boscoverde – Venezia Mestre – Bologna Centrale – Firenze S.M.N. – Chiusi – Chianciano Terme – Orvieto – Roma Termini (Rijdt niet dagelijks) | Trenitalia                                       |             | |                                                                                         |
| EN 237, 239-236                      | Allegro Don Giovanni tot 13 december 2003: „San Marco“ | Wien Westbf – Wien Hütteldorf – St.Pölten Hbf – Amstetten(A) – St. Valentin – Linz Hbf – Wels Hbf – Attnang – Puchheim – Vöcklabruck – Salzburg Hbf – Schwarzach – St. Veit – Villach Hbf – Tarvisio Boscoverde – Udine – Gorizia Centrale – Cervignano – Aquileia – Latisana – Lig. Bibio – Portogruaro – Caorle – S.Dona di Piave – Jes. Venezia Mestre – Venezia Santa Lucia doorgaande rijtuigen Praag hl.n.- Wien Westbf / Wien Südbf (tot 13 december 2003: Wien Südbf–Bruck an der Mur–Villach Hbf. Rijdt als EN 239 t/m Ronchi dei Leg. Nord, daarna als EN 236. Rijdt niet dagelijks) | ÖBB                                              |             | |                                                                                         |
| EN 240, 241                          | Venetië                                                | Budapest-Keleti pu – Budapest-Kelenföld – Székesfehérvár – Siófok – Balatonföldvár – Balatonlelle – Fonyód – Balatonszentgyörgy – Nagykanizsa – Gyékényes – Koprivnica – Križevci – Vrbovec – Dugo Selo – Zagreb Glavni Kolod. – Dobova Sevnica – Zidani Most – Ljubljana – Postojna – Pivka – Divaca – Sezana – Villa Opicina – Monfalcone – Cervignano – Aquileia – Latisana – Lig. Bibio. Portogruaro – Caorle – S.Dona di Piave – Jes. Venezia Mestre – Venezia Santa Lucia ((met doorgaande rijtuigen uit Moskou en Boekarest. Overgang landsgrens: Koprivnica (Gr), Dobova (Gr). Rijdt niet dagelijks) | Trenitalia, MÁV, CFR                             |             | |                                                                                         |
| EN 263, 262                          | Oriënt-Express                                         | Paris-Est – Strasbourg – Kehl – Baden-Baden – Karlsruhe Hbf – München Ost – Salzburg Hbf – Linz Hbf – St.Pölten Hbf – Wien Hütteldorf – Wien Westbahnhof (Overgang landgrens: Kehl (Gr), Salzburg (Gr))) | ÖBB                                              | zomer 2002  | winter 2003 |                                                                                         |
| EN 265, 264                          | Oriënt-Express                                         | Paris-Est – Strasbourg – Kehl – Baden-Baden – Karlsruhe Hbf – München Ost – Salzburg Hbf – Linz Hbf – St.Pölten Hbf – Wien Hütteldorf – Wien Westbahnhof (Paris-Est – Strasbourg tot 9 juni 2006. Overgang landgrens: Kehl (Gr), Salzburg (Gr))) | ÖBB                                              | winter 2003 | 08.12.2007 |                                                                                         |
| EN 265, 264                          | Oriënt-Express                                         | Strasbourg – Kehl – Baden-Baden – Karlsruhe Hbf – München Ost – Salzburg Hbf – Wels Hbf – Linz Hbf – St.Pölten Hbf – Wien Hütteldorf – Wien Westbahnhof (Doorgaande rijtuigen : (EN 265/264) Strasbourg – (CNL 313/312) "Donau Kurier" Karlsruhe – Wien. Overgang landgrens: Kehl (Gr), Salzburg (Gr))) | ÖBB                                              | 09.12.2007  | |                                                                                         |
| EN 268, 269                          | Kálmán Imre                                            | Budapest-Keleti pu – Budapest-Kelenföld – Győr – Hegyeshalom – Bruck a. d. Leitha – Wien Westbahnhof – St. Pölten Hbf – Amstetten (A) – St. Valentin – Linz Hbf – Wels Hbf – Attnang – Puchheim – Salzburg Hbf – Rosenheim – München Ost – München Hbf (Overgang landsgrens: Hegyeshalom (Gr), Salzburg Hbf) | MÁV, CFR                                         |             | |                                                                                         |
| EN 273, 274                          | Pau Casals                                             | Barcelona Estacion de Franca – Girona – Figueras – Perpignan – Genève – Lausanne – Freiburg – Bern – Zürich HB (Overgang landsgrens: Barcelona S-Andreu-C, Barcelona P.Gracia, Genève Eaux Vives. Rijdt 3 × per week) | Elipsos, Renfe, SBB CFF FFS                      |             | |                                                                                         |
| EN 311, 314 + 316                    | Luna                                                   | Genève – Nyon – Morges – Lausanne – Vevey – Montreux – Aigle – Bex – St-Maurice – Martigny – Sion – Sierre/Siders – Leuk – Visp – Brig – (Simplon route) – Domodossola (dienst stop) – Bologna Centrale – Firenze Campo di Marte – Roma Termini (EN 316 rijdt tussen Brig en Genève. Overgang landgrens: Iselle transito. Rijdt niet dagelijks) | CIS, FS                                          |             | |                                                                                         |
| EN 313, 314                          | Rome                                                   | Zürich HB – Olten – Bern – Thun – Spiez – (Lötschberg route) of (Lötschberg Basistunnel) – Brig – (Simplon route) – Domodossola (dienst stop) – Bologna Centrale – Firenze Campo di Marte – Roma Termini (Overgang landgrens: Iselle transito. Rijdt niet dagelijks) | SBB, FS                                          |             | |                                                                                         |
| EN 447, 446 tot 2010 als EN 347, 346 | Jan Kiepura                                            | Amsterdam Centraal – Utrecht Centraal – Arnhem – Emmerich – Oberhausen Hbf – Duisburg Hbf – Düsseldorf Hbf – Köln Hbf – Solingen Hbf (alleen ri. Warschau) – Wuppertal Hbf – Hagen Hbf – Dortmund Hbf – Hamm(Westf) – Bielefeld Hbf – Hannover Hbf (dienst stop) – Berlin Hbf – Berlin Ostbahnhof – Frankfurt Oder (dienst stop) – Rzepin – Poznan Gl. – Konin – Kutno – Warschau Centralna – Warschau Wschodnia (met doorgaande rijtuigen Amsterdam–Warschau–Minsk en Amsterdam–Warschau–Moskou, bovendien doorgaande rijtuigen Basel SBB–Hannover–Warschau–Moskou en doorgaande rijtuigen München Hbf–Moskau tot Fulda als D 50482 daarna aangekoppeld aan CNL 482 tot Hannover om bijgeplaatst aan EN 347 Hannover–Warschau) (Overgang landgrens: Emmerich (Gr), Frankfurt (Oder) (Gr)) | PKP Intercity, DB AutoZug, BC, RZD               | 2007        | Amsterdam - Moskou v.v. per 11.12.2011 ingekort tot Amsterdam - Warszawa Wschodnia. Vanaf december 2014 begint en eindigt deze trein in Köln. |                                                                                         |
| EN 366/367/368, 369/374/375          |                                                        | Roma Termini – Firenze Campo di Marte – Pisa Centrale – Genova Piazza Principe – Savona – Finale Ligure Marina – Albenga – Alassio – Diano Marina – Imperia P.M. – Taggia – San Remo – Bordighera – Ventimiglia – Monaco-Monte-Carlo – Nice Ville (Rijdt als EN 366 t/m Firenze Rifredi, daarna als EN 367 t/m Pisa Centrale, daarna als EN 368, Rijdt als EN 369 t/m Pisa Centrale, daarna als EN 374 t/m Firenze Rifredi, daarna als EN 375, Overgang landsgrens: Ventimiglia(fr)) |                                                  | ??          | |                                                                                         |
| EN 370, 371                          | Ister                                                  | București Nord Gr. A – Ploiești Vest – Sinaia – Predeal – Brașov – Sighișoara – Teiuș – Alba Iulia – Arad – Curtici – Lőkösháza – Békéscsaba – Mezőberény – Gyoma – Mezőtúr – Szolnok – Budapest-Keleti pu (Overgang landsgrens: Curtici (Gr)) | MÁV, CFR                                         |             | |                                                                                         |
| EN 377, 376                          |                                                        | Břeclav – Kúty (Gr) – Kúty – Bratislava hl.st. – Nové Zámky – Štúrovo – Szob (Gr) – Vác – Budapest-Keleti pu (doorgaand rijtuig Moskva Belorusskaja–Budapest. Rijdt als D 21JA t/m Terespol, daarna als D 208 t/m Bohumín, daarna als R 203 t/m Břeclav, daarna als EN 377 en Budapest–Moskva Belorusskaja als EN 376 t/m Břeclav, daarna als R 202 t/m Bohumín, daarna als D 209 t/m Brest Central, daarna als D 22AJ. Overgang landsgrens: Osinovka (Gr), Brest (Gr), Zebrzydowice (Gr). Overgang landsgrens EN 377: Kúty (Gr), Szob (Gr) Rijdt niet dagelijks) |                                                  |             | |                                                                                         |
| EN 407, 409                          | Francisco de Goya                                      | Madrid-Chamartin – Valladolid Campo Grande – Burgos – Vitória/Gasteiz – Poitiers – Blois – Les-Aubrais – Orléans – Paris Austerlitz (Overgang landsgrens: Hendaye (fr). Rijdt niet dagelijks) | Elipsos, SNCF, Renfe                             |             | |                                                                                         |
| EN 428/492 EN 493/429                |                                                        | Wien Westbahnhof – Wien Hütteldorf – St.Pölten Hbf – Amstetten(A) – Linz Hbf – Wels Hbf – Schärding – Passau Hbf – Straubing – Regensburg Hbf – Nürnberg Hbf – Würzburg Hbf – Göttingen – Hannover Hbf – Hamburg Hbf – Hamburg Dammtor – Hamburg-Altona (Rijdt Wien–Hamburg als EN 428 t/m Nürnberg Hbf, daarna als EN 492 en Hamburg– Wien als EN 493 t/m Nürnberg Hbf, daarna als EN 429. overgang landsgrens: Passau Hbf. rijdt niet dagelijks) |                                                  |             | |                                                                                         |
| EN 464, 465                          | Zürichsee                                              | Graz Hbf – Selzthal – Innsbruck Hbf – Feldkirch – Zürich HB (met doorgaande rijtuigen uit Villach, Zagreb en Beograd) | ÖBB, HŽ, ŽS                                      |             | |                                                                                         |
| EN 467, 466                          | Wiener Walzer                                          | Zürich HB – Buschs SG (K) – Feldkirch – Innsbruck Hbf – Salzburg Hbf – Wien Westbf (met doorgaande rijtuigen Wien Westbf-Praag en Wien Westbf-Budapest) | MÁV, ÖBB, SBB                                    |             | |                                                                                         |
| EN 475, 477                          | Joan Miró                                              | Barcelona Estacion de Franca – Girona – Figueras – Limoges – Benedictins – Les-Aubrais – Orléans – Paris Austerlitz (Overgang landsgrens: Barcelona S-Andreu-C, Barcelona P.Gracia. Rijdt niet dagelijks) | Elipsos, SNCF, Renfe                             |             | |                                                                                         |
| EN 491, 492                          | Hans Albers                                            | Wien Westbf – Passau Hbf – Nürnberg Hbf – Hamburg-Altona | ÖBB                                              |             | |                                                                                         |
| EN 11274, 11273                      | Salvador Dalí                                          | Milano Centrale – Torino Porta Susa – Perpignan – Figueras – Barcelona Estacion de Franca (Overgang landsgrens: Modane(Fr), Barcelona P.Gracia, Barcelona S-Andreu-C. Rijdt 3× per week) | Elipsos, Renfe, Trenitalia                       |             | |                                                                                         |

## Opmerkingen treindiensten EuroNight
- NZ Nachtzug, Nachttrein met zit-, lig- en slaaprijtuigen.
- (F) Veerbootverbinding.
- (K) Trein maakt kop op dit station.